# USS LST-997
O USS LST-997 foi um navio de guerra norte-americano da classe LST que operou durante a Segunda Guerra Mundial.